# Classic Loire-Atlantique 2022
La 22e édition de la Classic Loire-Atlantique  a lieu le samedi 19 mars 2022. Cette course cycliste d'un jour fait partie de la Coupe de France et du calendrier UCI Europe Tour 2022 en catégorie 1.1. Elle est remportée par le Français Anthony Perez (Cofidis).

## Présentation

### Parcours
Le départ fictif et l'arrivée se situent dans la commune de La Haie-Fouassière (orthographiée aussi La Haye-Fouassière), une commune du Pays du Vignoble nantais située au sud-est du département de la Loire-Atlantique. Le parcours se déroule sur un circuit de 16,8 km à accomplir 11 fois pour une distance totale de 182,8 km en passant aussi par les communes de Maisdon-sur-Sèvre, Château-Thébaud, Saint-Fiacre-sur-Maine et Vertou.

### Équipes participantes
16 équipes participent à la course : 3 WorldTeams, 5 ProTeams; 6 équipes continentales, une équipe nationale et une équipe régionale et de club.
| WorldTeams (3)- AG2R Citroën Team - Cofidis - Groupama-FDJ ProTeams (5)- B&B Hotels-KTM - Equipo Kern Pharma - Sport Vlaanderen-Baloise - Arkéa-Samsic - TotalEnergies Équipes continentales (7)- EvoPro Racing - Go Sport-Roubaix Lille Métropole - Java Kiwi Atlántico - Nice Métropole Côte d'Azur - Saint Michel-Auber 93 - Swiss Racing Academy - UC Nantes Atlantique Équipe nationale- France |
| |

## Classements

### Classement final
| \| Classement général \| Classement général \| Classement général \| Classement général \| Classement général \| \| Coureur \| Coureur \| Pays \| Équipe \| Temps \| \| ------------------ \| ------------------ \| ------------------ \| ------------------------ \| ------------------ \| \| 1er \| Anthony Perez \| France \| Cofidis \| 4 h 16 min 15 s \| \| 2e \| Lewis Askey \| Royaume-Uni \| Groupama-FDJ \| + 0 s \| \| 3e \| Matîs Louvel \| France \| Arkéa-Samsic \| + 0 s \| \| 4e \| Paul Lapeira \| France \| AG2R Citroën Team \| + 0 s \| \| 5e \| Hugo Page \| France \| France \| + 0 s \| \| 6e \| Fabien Grellier \| France \| TotalEnergies \| + 0 s \| \| 7e \| Franck Bonnamour \| France \| B&B Hotels-KTM \| + 0 s \| \| 8e \| Clément Venturini \| France \| AG2R Citroën Team \| + 0 s \| \| 9e \| Alan Jousseaume \| France \| TotalEnergies \| + 0 s \| \| 10e \| Kamiel Bonneu \| Belgique \| Sport Vlaanderen-Baloise \| + 0 s \| |                   |             |                          |                 |
| |                   |             |                          |                 |
| Source : ProCyclingStats |                   |             |                          |                 |
| Classement général |                   |             |                          |                 |
| Coureur | Coureur           | Pays        | Équipe                   | Temps           |
| 1er | Anthony Perez     | France      | Cofidis                  | 4 h 16 min 15 s |
| 2e | Lewis Askey       | Royaume-Uni | Groupama-FDJ             | + 0 s           |
| 3e | Matîs Louvel      | France      | Arkéa-Samsic             | + 0 s           |
| 4e | Paul Lapeira      | France      | AG2R Citroën Team        | + 0 s           |
| 5e | Hugo Page         | France      | France                   | + 0 s           |
| 6e | Fabien Grellier   | France      | TotalEnergies            | + 0 s           |
| 7e | Franck Bonnamour  | France      | B&B Hotels-KTM           | + 0 s           |
| 8e | Clément Venturini | France      | AG2R Citroën Team        | + 0 s           |
| 9e | Alan Jousseaume   | France      | TotalEnergies            | + 0 s           |
| 10e | Kamiel Bonneu     | Belgique    | Sport Vlaanderen-Baloise | + 0 s           |

## Liste des participants

### Classement UCI
La course attribue aux coureurs le même nombre des points pour l'UCI Europe Tour 2022 et le Classement mondial UCI.
| Position           | 1er | 2e | 3e | 4e | 5e | 6e | 7e | 8e | 9e | 10e | 11e | 12e | 13e à 15e | 16e à 25e |
| Classement général | 125 | 85 | 70 | 60 | 50 | 40 | 35 | 30 | 25 | 20  | 15  | 10  | 5         | 3         |